# Radnice v Allersbergu
Radnice v Allersberg je stavba v Allersbergu, zemský okres Roth (Bavorsko), stojící na Marktplatz 1. Byla postavena kolem roku 1730. Je chráněnou památkou. 
V barokní budově sídlil okresní soud, pak škola a od roku 1950 radnice obce. Patrová budova má štít, využité podkroví a sedlovou střechu. Stojí v nadmořské 387 metrů nad mořem.